# Susan Bandecchi
Susan Bandecchi (ur. 1 lipca 1998) – szwajcarska tenisistka.

## Kariera tenisowa
Zaczęła grać w tenisa w wieku pięciu lat. Od 2013 roku gra w rozgrywkach zawodowych, głównie w turniejach ITF. W 2017 roku wygrała swój pierwszy turniej deblowy ITF w Caslano (Szwajcaria), partnerując swojej rodaczce, Lisie Sabino. W listopadzie 2019 roku Bandecchi zadebiutowała w rozgrywkach WTA na turnieju w Tajpej, gdzie brała udział zarówno w singlu, jak i deblu. W 2020 roku Bandecchi wygrała turniej ITF w Lousada w grze pojedynczej, pokonując w finale Arianne Hartono. Wraz z Larą Salden zdobyła również tytuł deblowy.
Na swoim koncie ma wygranych siedem turniejów w grze pojedynczej i dwa w grze podwójnej rangi ITF. W 2021 roku w parze z Simoną Waltert wygrała swój pierwszy turniej deblowy rangi WTA Tour – w Lozannie.

## Finały turniejów WTA
| Legenda                   | Legenda |
| ------------------------- | ------- |
| Wielki Szlem              |         |
| Igrzyska olimpijskie      |         |
| WTA Tour Championships    |         |
| od 2021                   |         |
| WTA 1000 (obowiązkowe)    |         |
| WTA 1000 (nieobowiązkowe) |         |
| WTA 500                   |         |
| WTA 250                   |         |
| WTA 125                   |         |

### Gra podwójna 1 (1–0)
| Końcowy wynik | Nr | Data          | Turniej | Nawierzchnia | Partnerka      | Przeciwniczki                          | Wynik finału      |
| ------------- | -- | ------------- | ------- | ------------ | -------------- | -------------------------------------- | ----------------- |
| Zwyciężczyni  | 1. | 18 lipca 2021 | Lozanna | Ceglana      | Simona Waltert | Ulrikke Eikeri Walendini Gramatikopulu | 6:3, 6:7(3), 10–5 |

## Wygrane turnieje rangi ITF
| turnieje z pulą nagród 100 000 $ (W100) |
| turnieje z pulą nagród 80 000 $ (W80)   |
| turnieje z pulą nagród 60 000 $ (W75)   |
| turnieje z pulą nagród 40 000 $ (W50)   |
| turnieje z pulą nagród 25 000 $ (W35)   |
| turnieje z pulą nagród 15 000 $ (W15)   |

### Gra pojedyncza
|    | Data       | Turniej      | ($)    | Naw.     | Finalistka          | Wynik            |
| 1. | 04/09/2017 | Sion         | 15 000 | ziemna   | Kristina Milenkovic | 6:2, 6:3         |
| 2. | 16/06/2019 | Akka         | 25 000 | twarda   | Julja Gluszko       | 6:4, 6:2         |
| 3. | 01/11/2020 | Lousada      | 15 000 | twarda   | Arianne Hartono     | 7:6(6), 2:6, 6:2 |
| 4. | 28/11/2021 | Urtijëi      | 25 000 | twarda   | Karman Thandi       | 6:4, 6:4         |
| 5. | 06/10/2024 | Baza         | 25 000 | twarda   | Ariana Geerlings    | 6:3, 6:3         |
| 6. | 03/11/2024 | Loughborough | 25 000 | twarda   | Ranah Akua Stoiber  | 6:4, 3:6, 6:1    |
| 7. | 10/11/2024 | Ismaning     | 60 000 | dywanowa | Darija Snihur       | 6:7(8), 6:2, 7:5 |